# Witosza (Kotlina Jeleniogórska)
Witosza (484 m n.p.m.) – wzniesienie w południowo-zachodniej Polsce, w południowej części Wzgórz Łomnickich, w środkowej części Kotliny Jeleniogórskiej.

## Położenie
Wzniesienie położone w środkowej części Kotliny Jeleniogórskiej, w południowej części Wzgórz Łomnickich, na wschodnich obrzeżach miejscowości Staniszów.

## Opis
Niewielkie wyróżniające się skaliste wzgórze, jest drugim pod względem wysokości wzniesieniem Wzgórz Łomnickich, górującym około 100 m od wschodniej strony nad środkową częścią miejscowości- Staniszów. Wyrasta w kształcie niewielkiej, wyraźnie zaznaczonej kopuły, z lekko stromymi zboczami. Na zboczach występują liczne granitowe formy skalne, pieczary oraz jaskinie powstałe pod wpływem mechanicznego odspajania i przemieszczania się po stromym stoku bloków skalnych. Formy skalne i niewielkie jaskinie typu szczelinowo-osuwiskowego w wyniku procesu wietrzeniowego przybrały rozmaite kształty tworząc niezwykłą atrakcję wzniesienia: Są to: Skalna Komora obszerna komora przykryta jedną olbrzymią granitową płytą, Ucho Igielne wąska około 8 m długości jama, Pustelnia wąska 15 metrowej długości szczelina kończąca się skalnym oknem, Skalna Uliczka. Położenie wzniesienia, kształt i wyraźnie podkreślona część szczytowa, czynią wzniesienie rozpoznawalnym w terenie.
U podnóża wzniesienia, po zachodniej stronie, położona miejscowość Staniszów.

## Budowa geologiczna
Podłoże wzniesienia zbudowane z granitów karkonoskiego i uformowane w wyniku ich selektywnego wietrzenia. Na zachodnim zboczu poniżej szczytu występują okazałe granitowe skałki o kilkumetrowej wysokości oraz liczne bloki skalne (tzw. boludery) pokryte kociołkami wietrzeniowymi.

## Roślinność
Całą powierzchnię szczytową oraz górne partie zboczy porasta las liściasty z domieszką drzew iglastych. Pozostałą część zboczy wzniesienia zajmują zabudowania Staniszowa.

## Ciekawostki
- Na szczycie zachowały się do obecnych czasów pozostałości cokołu, na którym stał niegdyś pomnik Ottona von Bismarcka[1].
- Na szczycie wzniesienia hrabia Henryk XXXVIII Reuß zu Köstritz z Nowego Dworu koło Kowar w 1806 r. wybudował punkt widokowy i alejki spacerowe obsadzone drzewami i krzewami ozdobnymi.
- W przeszłości wzgórze Witosza zwana było „karkonoskim Brockenem”, ponieważ z tarasu widokowego obserwowano tu w sprzyjających warunkach widmo Brockenu.
- W czasie wojny 30-letniej jaskinie Witoszy zamieszkiwał ludowy prorok-pustelnik Rischmann[2].
- W przeszłości wzniesienie nosiło nazwę Prudelberg.
- Pod wzniesieniem w latach 1790–1791 górnicy z Wałbrzycha wydrążyli 80-metrowy tunel. Wejście do tunelu znajduje się za budynkiem, w którym przez pewien czas działał browar i gorzelnia. Tunel w przeszłości służył jako piwnica do przechowywania lodu oraz piwa, które zaczęto produkować we wsi po 1800 roku[3].
- W pierwszej połowie XIX wieku wzgórze Witosza zwiedziła Izabela Czartoryska, co odnotowała w swoich dziennikach z podróży Dziennik podróży do Cieplic w roku 1816.

## Turystyka
Przez szczyt wzniesienia prowadzi szlak turystyczny.
- żółty – prowadzący z Jeleniej Góry do Sosnówki.

Podnóżem wzniesienia prowadzi:
- zielony – szlak turystyczny z Jeleniej Góry – Cieplic do Mysłakowic.
- Szczyt wzniesienia stanowi doskonały punkt widokowy na otaczającą Kotlinę Jeleniogórską i Karkonosze.
- Na szczyt wzniesienia prowadzą kamienne schodki.